# ナイジェル・マーヴェン
ナイジェル・マーヴェン（Nigel Marven、1960年11月27日 - ）は、イギリスの野生動物プレゼンター、テレビプロデューサー、作家及び鳥類学者である。彼は2008年のロンドンマラソンを4時間4分で完走するチャレンジを行い、イギリスのクジラとイルカの保護協会への募金2万ポンドを調達したことでも有名である。

## 経歴

### 生い立ち
1960年11月27日イギリスのバーネットで生まれ、セント・オールバンズで育った。幼いころから動物を好み、8歳でハムスターを、9歳でナナフシを飼育。10代前半ではさらに大型の動物に手を出し、カササギやボアコンストリクター、カイマンまでもを飼育し、浴槽ではウナギを泳がせていた。幼少のナイジェルは旅行先でもヘビやトカゲといった動物をキャッチアンドリリースして勉強していたため、家族の休日は動物探検に費やされた。
高等教育以前の学業を修了すると、ナイジェルは1年間アメリカを旅し、ヘルベンダーとアンフューマに遭遇した。イギリスに戻ってからは、自然界の学術研究ができること、およびブリストルが野生動物の映像制作で著名であったことから、ブリストル大学へ進学。大学では植物学を学んだ。修士課程で珪藻とカサガイの捕食-被食関係の研究中、Galactic Garden というBBCの番組でワームを扱える人材が求められ、ナイジェルが初めてテレビに出演することになった。
その後はブリストルの BBC Natural History Unit に就職。カメラマンのアラン・ヘイワードから映像制作技術を学び、様々な野生動物ドキュメンタリーの制作に携わった。全編に亘ってナイジェルが登場した初めての映像作品はデイビッド・アッテンボローの『First Eden』シリーズであった。
1998年からはITVへ移籍、ITVからナイジェル自身が製作したドキュメンタリーをカメラの前でプレゼンするスタイルを提案されたことがきっかけとなり、現在のプレゼンスタイルへと繋がる。
2004年には、広告からドキュメンタリー番組まで映像作品の制作を手掛ける、ナイジェル自身の独立系企業 Image Impact を設立した。

### プレゼンスタイル
ナイジェルは野生動物を紹介するとき、実際に近づいて捕まえたり、一緒に泳いだりといった大胆なプレゼンスタイルで有名である。檻なしでホホジロザメと一緒に泳ぎながら紹介する、ルブロンオオツチグモを自身の顔に乗せて大きさを紹介する、4.5メートルのアフリカニシキヘビに絡まれながら紹介するなど、体を張ったプレゼンを笑顔で行う。この大胆なプレゼンスタイルはしばしばスティーブ・アーウィンと比較されることがある。

### 受賞歴
- 2000年、英国アカデミー賞テレビ部門にノミネート[7]。
- 2015年、彼のシリーズ Nigel Marven's Cruise Ship Adventures で Maritime Media Awards の Donald Gosling Award にノミネート[8]。
- 2016年、クルーズライン国際協会から賞を受ける[9]。

## 私生活
彼はベジタリアンであり、『プレヒストリック・パーク』でもその旨が述べられている。
自宅には『続 タイムスリップ! 恐竜時代 古代の海へ』で使われたメガロドンの顎が飾られている。

## 日本との関係
日本でもナイジェルの人気は高く、一部の出演作品はNHK教育テレビジョンの『地球ドラマチック』や日本テレビの『世界まる見え!テレビ特捜部』において取り上げられている。また、ナイジェル自身日本へ何度か訪問しており、2007年には日本テレビの『世界一受けたい授業』に講師として出演もしている。ナイジェルは日本について「日本で人気があることは誇りだ」「漫画に登場することはこの上ない私の名誉の1つ」と自身の公式サイトにて公表していた。

## 出演作品
- Realms of the Russian Bear (1992)
- Wildlife of Iran: Secrets of the North (1998)
- Giants (1999)
- Shark Week (2000–02)
- Bloodsuckers (2000)
- Giant Creepy Crawlies (2001)
- Big Cats with Nigel Marven|Big Cats (2001)
- Nigel's Wild Wild World (2001–02)
- Rats (2002)
- Alligators (2002)
- Chased by Dinosaurs (2002) タイムスリップ! 恐竜時代
  - A Walking with Dinosaurs' Special: The Giant Claw (2002)
  - A Walking with Dinosaurs' Special: Land Of Giants (2002)
- Sea Monsters: A Walking with Dinosaurs Trilogy or Chased by Sea Monsters (2003) 続 タイムスリップ! 恐竜時代 古代の海へ
- Nigel Marven Nature Specials (2003–04)
  - Anacondas (2003)
  - Piranhas (2003)
  - Bull Sharks (2004)
- Meerkats (2003)
- The Human Senses (2003)
- King of the Jungle (2003)
- Extreme Animal Attacks (2003)
- Scream! If You Want to Get Off (2004)
- Nigel Marven's Animal Detectives (2005) アニマル探偵File with  ナイジェル・マーヴェン
- Nigel Marven's Venom Hunters (2005) ヴェノム・ハンター with  ナイジェル・マーヴェン
- Britain's Finest: Natural Wonders (2005)
- Rhinos (2006) ライノ・アドベンチャー with ナイジェル・マーヴェン
- Ugly Animals (2006) アグリー・アニマルズ with ナイジェル・マーヴェン
- Prehistoric Park (2006) プレヒストリック・パーク 〜絶滅動物を救え!〜主人公、本人役で出演
- Penguin Week with Nigel Marven (2006) ペンギン・サファリ with ナイジェル・マーヴェン
- Micro Safari: Journey to the Bugs (2007) マイクロ・サファリ-ナイジェル・マーヴェン in ミクロの世界へ大冒険!
- Killer Whale Islands with Nigel Marven (2007) キラーホエール・アイランド with ナイジェル・マーヴェン
- Hider in the House (2007 - on Week 20)
- Arctic Exposure (2007) USA
- Polar Bear Week with Nigel Marven (2007)
- Shark Island with Nigel Marven (2007)
- Jaguar Adventure with Nigel Marven (2008)
- Help! I'm No Bigger Than a Bug (2008)
- Weird, True & Freaky Shark Attacks (2008)
- Primeval - Episode 3.4 (2009) UK 恐竜SFドラマ プライミーバルゲスト出演
- Invasion of the Giant Pythons: Florida with Nigel Marven (2009) UK
- Panda Week with Nigel Marven (2010) UK
- Untamed China with Nigel Marven (2011) UK
- Yunnan Adventure with Nigel Marven (2012) (UKTV Eden)
- Hainan Adventure with Nigel Marven (2012) (UKTV Eden)
- Wild Colombia with Nigel Marven (2012) UK
- Whale Adventure with Nigel Marven (2013) UK
- Ten Deadliest Snakes with Nigel Marven: China (2013)
- My Family & Other Turkeys with Nigel Marven (2013) UK
- Ten Deadliest Snakes with Nigel Marven (2014)
- Eating Wild (2014) (Asian Food Channel)
- Nigel Marven's Cruise Ship Adventures (2015)
- Eden Shorts: From Lens to Screen (2015)
- Ten Deadliest Snakes with Nigel Marven: Series 2 (2015)
- Ten Deadliest Snakes with Nigel Marven: Series 3 (2016)
- Wild Philippines with Nigel Marven (2017)
- Wild Honduras (upcoming)